# Cerfull bord
El cerfull bord o julivertassa (Anthriscus sylvestris), és una espècie de planta amb flors de la família de les apiàcies que prolifera en prats dalladors, obagues, herbassars megafòrbics i ruderals, freqüent als Països Catalans.
Addicionalment pot rebre els noms de cerfull salvatge i julivert. També s'han recollit la variant lingüística givert.

## Descripció
Planta robusta i perenne de 0,5-1,5 m d'alt; fulles tripinnades de lòbuls dividits pinnadament. Umbel·la de 4-15 amb radis primaris sense bràctees; molts radis secundaris amb bractèoles ovatolanceolades. Flors blanques de 3,5-4 mm; fruit ovoide-oblong de 7- 10 mm. Floreix de maig a juliol als Països Catalans.